# Nancy Price (Schauspielerin)

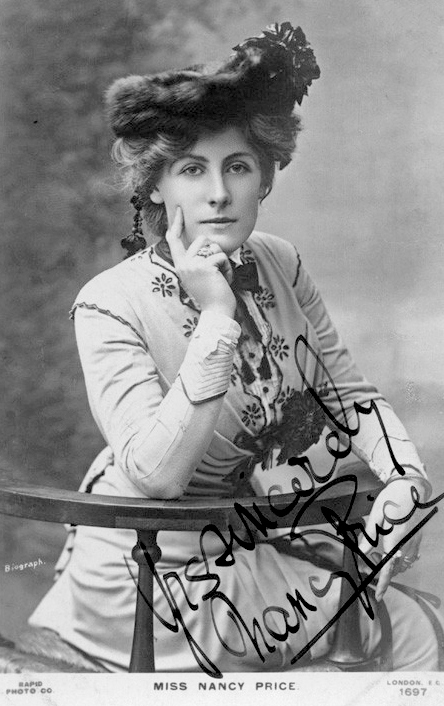
Nancy Price (1900er-Jahre)

Lilian Nancy Bache Price (* 3. Februar 1880 in Kinver, South Staffordshire; † 31. März 1970 in Worthing, West Sussex) war eine britische Schauspielerin und Autorin.

## Leben
Price war die Tochter des ehemaligen Bauers William Henry Price und dessen Ehefrau Sarah Mannix. Nach dem Besuch der Schule in ihrem Dorf wechselte Price auf eine weiterführende Schule in Malvern Wells. Dort trat sie der Theatergruppe ihrer Schule bei und entschloss sich bald darauf Schauspielerin zu werden.
Sie schloss sich bereits als Schülerin dem Schauspieler Frank Benson und dessen Schauspielgesellschaft an. Diese zeigten mehrheitlich Stücke von William Shakespeare und dessen Zeitgenossen. Dort wurde Price vom Theaterleiter Herbert Beerbohm Tree entdeckt, der sie 1902 speziell für seine Inszenierung von „Ulysses“ an seinem Theater in London engagierte.
Beim Besuch einer Theateraufführung im Winter 1906/07 machte sie die Bekanntschaft des Schauspielers Charles Maude (1882–1943) und heiratete ihn am 17. Mai 1907. Das Ehepaar hatte zwei Töchter, Joan (1908–1998) und Elizabeth (1912–1985), die beide ebenfalls Schauspielerinnen wurden. Auch ihre Enkelin Jennifer Phipps (1932–2019) arbeitete in diesem Beruf.
Nach weiteren Auftritten in London bekam Price 1909 ein Engagement am Theatre Royal Drury Lane und wechselte 1911 zu den Pioneer Players von Edith Craig. Um 1913 erwarb die Familie Price ein Cottage in Findon (West Sussex) und taufte es „Arcana“. Price lebte dort nach dem Tod ihres Mannes bis an ihr Lebensende.
Zusammen mit dem Impresario Jacob Grein gründete Price 1930 in London das People’s National Theatre (PNT). Als ein Jahr später Grein das Theater verließ, führte Price es allein als Geschäftsführerin weiter. Ihr ist es auch zu verdanken, dass das PNT 1932 eine dauerhafte Spielstätte am Little Theatre in the Adelphi bekam. Dieses Theater bestand bis 1941 und wurde bei Luftangriffen auf London völlig zerstört. Während der Zeit ihres Wirkens am PNT konnte Price auch das English School Theatre Movement etablieren, mit dem sie mehrheitlich klassische Stücke in vielen Tourneen an die Schulen brachte.
Anlässlich der offiziellen Feierlichkeiten zum 55. Geburtstag von König George VI. wurde Price 1950 zum Commander des Order of the British Empire ernannt. Noch im selben Jahr gab Price ihre Abschiedsvorstellung am New Lindsey Theatre in London und zog sich anschließend langsam ins Privatleben zurück. Zuletzt stand sie 1952 für den Film Mandy vor der Kamera. Bereits seit 1919 war Price in insgesamt rund 25 Kinofilmen aufgetreten, meistens als Charakterdarstellerin in Nebenrollen, und spielte auch in einigen Produktionen für das britische Fernsehen.
Wenige Wochen nach ihrem 90. Geburtstag starb Nancy Price im März 1970 in Worthing (West Sussex).

## Rollen (Auswahl)
Theater
- Calypso – Ulysses (Stephen Phillips)
- Hilda – Letty (Arthur Wing Pinero)
- Mrs. d’Aquile – The whip (George Danee)
- Martha – The orange orchard (Eden Phillpotts)
- Portia – Der Kaufmann von Venedig (William Shakespeare)

## Filmografie (Auswahl)
Film
- 1919: The Lyons Mail – Regie: Fred Paul
- 1923: The Woman who Obeyed – Regie: Sidney Morgan
- 1931: The Speckled Band – Regie: Jack Raymond
- 1940: Die Sterne blicken herab (The Stars Look Down) – Regie: Carol Reed
- 1942: Secret Mession – Regie: Harold French
- 1945: Ich weiß wohin ich gehe (I Know Where I'm Going!) – Regie: Michael Powell und Emeric Pressburger
- 1945: Madonna der sieben Monde (Madonna of the Seven Moons) – Regie: Arthur Crabtree
- 1945: Die Atlantik-Brücke (I Live in Grosvenor Square) – Regie: Herbert Wilcox
- 1947: Die Weber von Bankdam (Master of Bankdam) – Regie: Walter Forde
- 1948: The Three Weird Sisters – Regie: Daniel Birt
- 1950: Das träumende Herz (Maria Chapdelaine) – Regie: Marc Allégret
- 1952: Mandy – Regie: Alexander Mackendrick

Fernsehen
- 1938: Will Shakespeare (Fernsehfilm), als Königin Elisabeth
- 1949: Down our street (Fernsehfilm)
- 1950: Thérèse Raquin (Fernsehfilm), frei nach Émile Zola
- 1950: The Orange Orchard (Fernsehfilm)
- 1951: Whiteoaks (Fernsehfilm), nach Mazo de la Roche

## Werke (Auswahl)
Autobiographisches
- Vagabond’s way. Murray Books, London 1914.
- Shadows on the hills, etc. Victor Gollancz, London 1935.
- Into an hour glass. Museum Press, London 1953.
- Each in his own way. Personalities I have valued, selected from my album of memories. Frederick Muller Publ., London 1960.

Gedichte
- Hurdy-Gurdy. Frederick Muller Publ., London 1944.

Romane
- Ta-mera. Hutchinson, Lond 1950.

Theaterstücke
- Whiteoaks. Macmillan, London 1936. (zusammen mit Mazo de la Roche)
- The orange orchard. Sam French Books, London 1951 (zusammen mit Eden Phillpottts)